# 8248 Гурзуф
8248 Гурзу́ф (8248 Gurzuf) — астероїд головного поясу, відкритий 14 жовтня 1979 року.
Тіссеранів параметр щодо Юпітера — 3,570.